# NGC 6834
NGC 6834 ist ein offener Sternhaufen im Sternbild Schwan. NGC 6834 hat eine Helligkeit von 7,80 mag und einen Winkeldurchmesser von 6 Bogenminuten. Das Objekt wurde am 17. Juli 1784 von Wilhelm Herschel entdeckt.